# Michel Servin
Michel Servin est un écrivain français. Il est connu pour son roman Deo Gratias, adapté au cinéma par Jean-Pierre Mocky avec Un drôle de paroissien.

## Publications
- 1962 : Deo gratias, Paris : R. Julliard
- 1963 : Les Réguliers, Paris : R. Julliard (Impr. du Mesnil) , 1963
- 2014 : L'Entretien froid, Paris : éditions L'Harmattan